# Bereguis, zmeï
Pour plus de détails, voir Fiche technique et Distribution.
Bereguis, zmeï (Берегись! Змеи!) est un film d'aventure policière soviétique réalisé par Zagid Sabitov (ru) et sorti en 1979.

## Synopsis
Non loin d'un petit village se trouve un vieux château appelé Kara-Tair. C'est une demeure maudite et silencieuse, en plus d'être infestée de serpents. Personne ne perturbe sa tranquillité, sauf un homme, le charmeur de serpents Mirzaïev.
Au matin, le village est perturbé par une rumeur : Grigoriev, le directeur de l'école locale, a été retrouvé mort dans les roseaux sur la côte. L'intrigue se complique rapidement des détails de plus en plus inquiétants. Le château semble encore plus dangereux dans la pénombre du soir. Un jeune homme et une jeune fille se promènent dans ses donjons, en allumant une torche sur les murs - ils veulent résoudre eux-mêmes le mystère...

## Fiche technique
- Titre original russe : Берегись! Змеи!, Bereguis, zmeï[1] (litt. « Attention, serpents ! »)
- Réalisateur : Zagid Sabitov (ru)
- Scénario : Andreï Tarkovski
- Photographie : Khatam Faiziev (ru), Timour Kayoumov
- Musique : Roumil Vildanov (ru)
- Société de production : Uzbekfilm
- Pays de production :  Union soviétique
- Langue de tournage : russe
- Format : Couleur - Son mono
- Durée : 124 minutes
- Genre : Film d'aventure policière
- Dates de sortie :
  - Union soviétique : 1er décembre 1979

## Distribution
- Pulat Saidkasymov (ru) : Capitaine Niyasov
- Iouri Pouzyriov (ru) : Chtcherbakov
- Mourad Radjabov (ru) : Capitaine Militsi
- Djanik Faïziev : Ergach Souleïmanov